# 31e méridien ouest
En géographie, le 31e méridien ouest est le méridien joignant les points de la surface de la Terre dont la longitude est égale à 31° ouest.

## Géographie

### Dimensions
Comme tous les autres méridiens, la longueur du 31e méridien correspond à une demi-circonférence terrestre, soit 20 003,932 km. Au niveau de l'équateur, il est distant du méridien de Greenwich de 3 451 km,.
Avec le 149e méridien est, il forme un grand cercle passant par les pôles géographiques terrestres.

### Régions traversées
En commençant par le pôle Nord et descendant vers le sud au pôle Sud, Le 31e méridien ouest passe par:
| Coordonnées          | Pays, territoire ou mer       | Notes |  |
| -------------------- | ----------------------------- | --- |  |
| 90° 00′ N, 31° 00′ O | Océan Arctique                | |  |
| 83° 34′ N, 31° 00′ O | Groenland                     | Au nord de la Terre de Peary |  |
| 83° 06′ N, 31° 00′ O | Terre Johannes V. Jensen (en) | |  |
| 82° 45′ N, 31° 00′ O | Groenland                     | Mont Nordkrone (en) |  |
| 82° 00′ N, 31° 00′ O | Fjord Indépendance            | |  |
| 81° 50′ N, 31° 00′ O | Groenland                     | Terre de J.C. Christensen |  |
| 68° 03′ N, 31° 00′ O | Océan Atlantique              | Passe juste à l'est de l'île de Corvo, Açores, Portugal (à 39° 42′ N, 31° 05′ O) Passe juste à l'est de l'île de Flores, Açores, Portugal (à 39° 27′ N, 31° 07′ O) |  |
| 60° 00′ S, 31° 00′ O | Océan Austral                 | |  |
| 76° 51′ S, 31° 00′ O | Antarctique                   | Liste des territoires à la fois par l' Argentine (Antarctique argentin) et le Royaume-Uni (Territoire antarctique britannique)                                     |  |